# 宝達駅
宝達駅（ほうだつえき）は、石川県羽咋郡宝達志水町小川にある、西日本旅客鉄道（JR西日本）七尾線の駅である。

## 歴史
- 1898年（明治31年）4月24日：七尾鉄道 津幡仮停車場（本津幡駅の前身） - 七尾駅 - 矢田新駅（後の七尾港駅）駅間開通と同時に開業（一般駅）[1][2][3]。
- 1907年（明治40年）7月1日：七尾鉄道が鉄道国有法により国有化[2]。帝国鉄道庁（国鉄）の駅となる。
- 1909年（明治42年）10月12日：線路名称制定。七尾線の所属となる[2]。
- 1957年（昭和32年）4月：駅舎建て替え[要出典]。
- 1961年（昭和36年）4月1日：貨物の取扱を廃止[4]。
- 1972年（昭和47年）3月15日：業務委託駅化[5]。
- 1984年（昭和59年）2月1日：荷物扱い廃止[4]。
- 1987年（昭和62年）4月1日：国鉄分割民営化に伴い、西日本旅客鉄道（JR西日本）の駅となる[4]。
- 1996年（平成8年）3月25日：東口を開設[6]。
- 2020年（令和2年）4月1日：終日無人化[要出典]。
- 2021年（令和3年）3月13日：ICカード「ICOCA」の利用が可能となる[7][8][9]。

## 駅構造
相対式ホーム2面2線を有する地上駅である。西口（下りホーム側）の駅舎は旧来からのものでコンクリート平屋建て。東口（上りホーム）の駅舎は最近建てられた新しいものである。互いのホームは跨線橋で連絡している。
七尾鉄道部が管理し、2020年の無人化以前は、自治体が窓口業務を受託する簡易委託駅であった。自動券売機は両方の駅舎に設置されている。ICOCAなどの交通系ICカードが利用可能となっているが、当駅にはIC専用の簡易改札機が設置されておらず、列車内での精算となる。

### のりば
| のりば | 路線    | 方向 | 行先           |
| ------ | ------- | ---- | -------------- |
| 1      | ■七尾線 | 下り | 羽咋・七尾方面 |
| 2      | ■七尾線 | 上り | 津幡・金沢方面 |

- 1番のりば（下り線）が一線スルー化されており[3]、行き違いを行わない通過列車に限り、上り列車も1番のりばを通過する[1][10]。

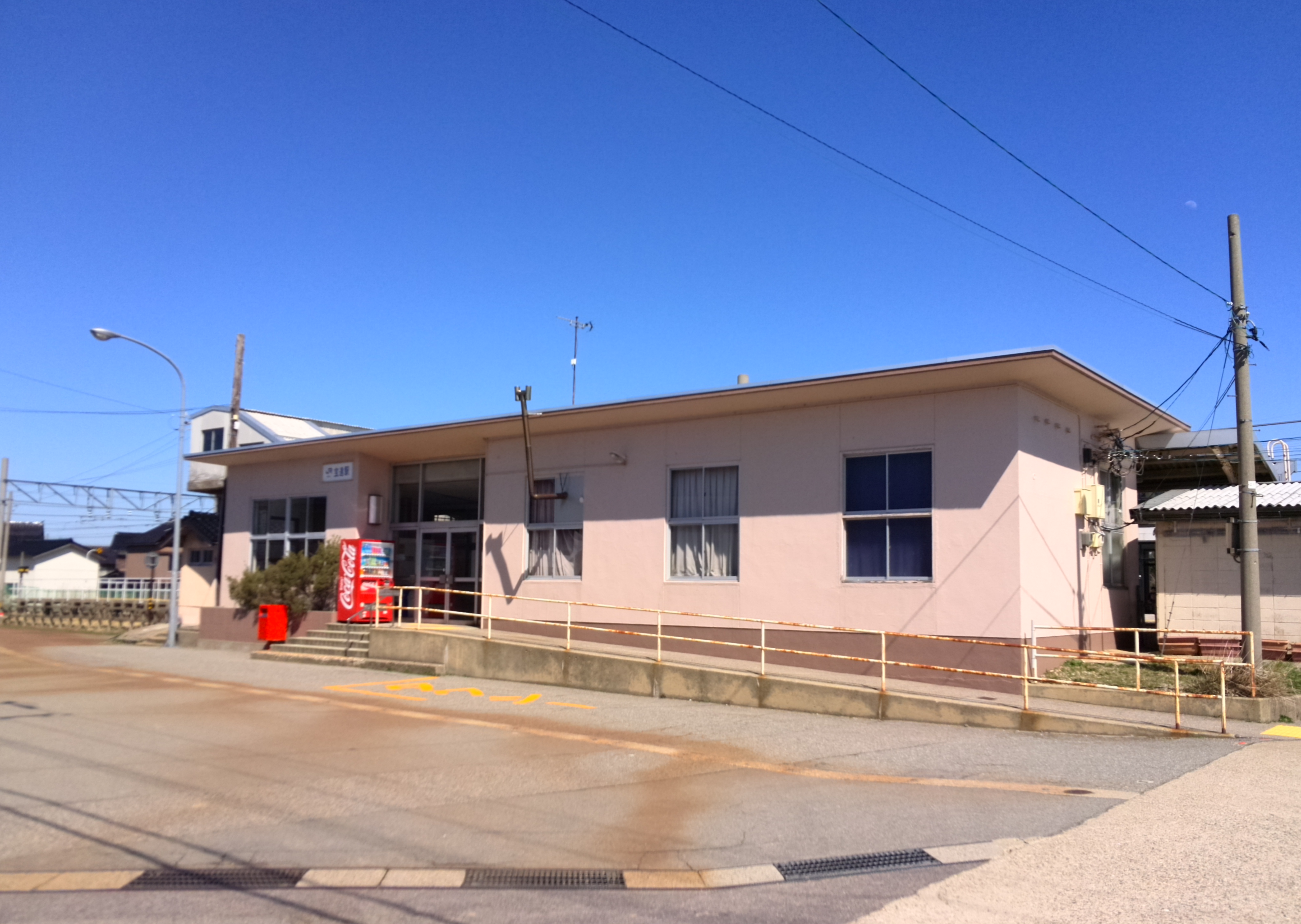
西口駅舎（2015年3月）
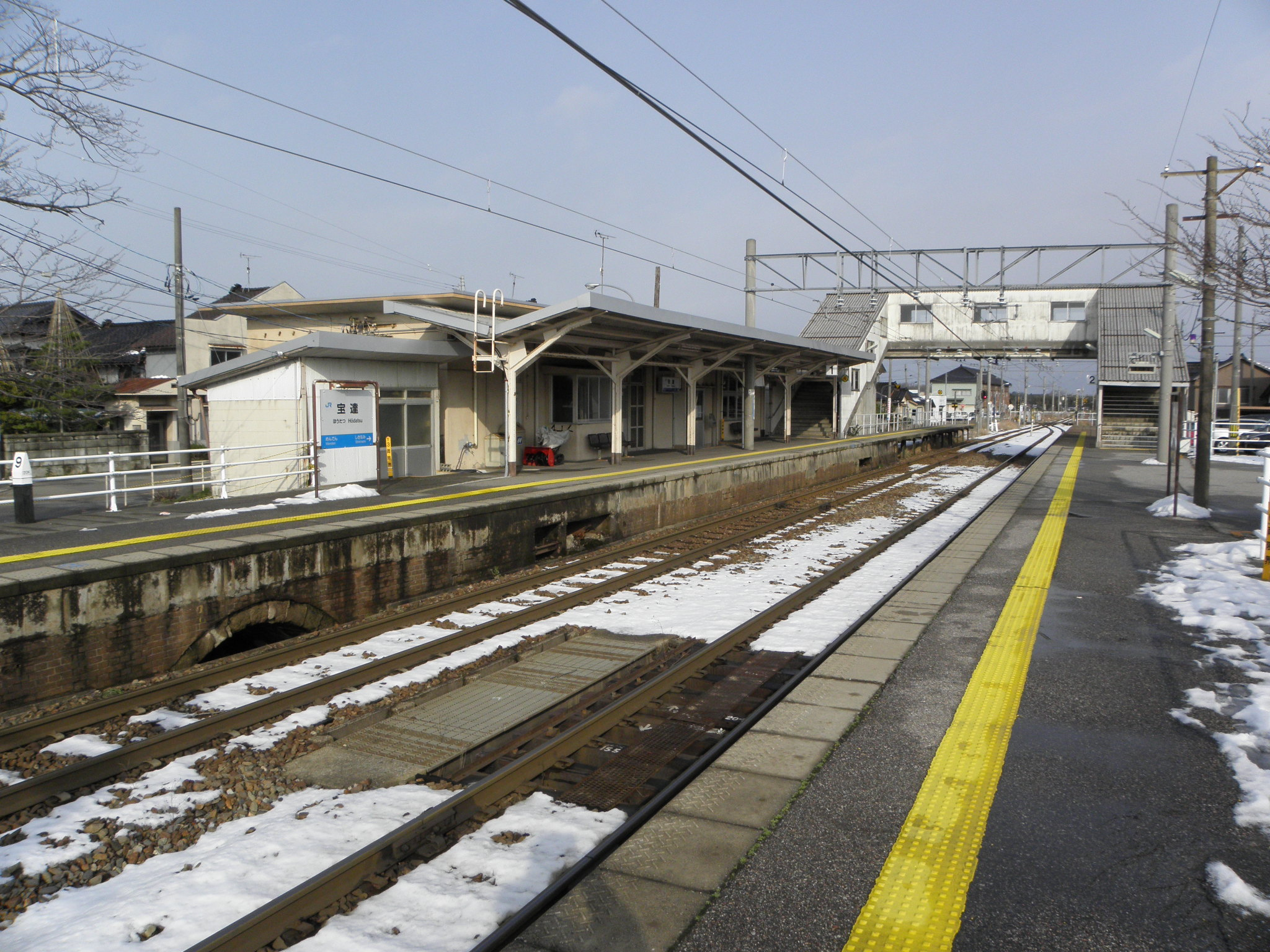
ホーム（2010年1月）

## 利用状況
2020年（令和2年）度の1日平均乗車人員は251人である。
「石川県統計書」によると、近年の1日平均乗車人員の推移は以下の通り。
| 年度   | 1日平均 乗車人員 | 出典            |
| ------ | ---------------- | --------------- |
| 1995年 | 737              | [ 乗車人員 2 ]  |
| 1996年 | 721              | [ 乗車人員 3 ]  |
| 1997年 | 659              | [ 乗車人員 4 ]  |
| 1998年 | 649              | [ 乗車人員 5 ]  |
| 1999年 | 643              | [ 乗車人員 6 ]  |
| 2000年 | 614              | [ 乗車人員 7 ]  |
| 2001年 | 608              | [ 乗車人員 8 ]  |
| 2002年 | 555              | [ 乗車人員 9 ]  |
| 2003年 | 520              | [ 乗車人員 10 ] |
| 2004年 | 498              | [ 乗車人員 11 ] |
| 2005年 | 491              | [ 乗車人員 12 ] |
| 2006年 | 483              | [ 乗車人員 13 ] |
| 2007年 | 456              |                 |
| 2008年 | 461              |                 |
| 2009年 | 446              |                 |
| 2010年 | 435              |                 |
| 2011年 | 450              |                 |
| 2012年 | 444              |                 |
| 2013年 | 448              |                 |
| 2014年 | 372              |                 |
| 2015年 | 388              |                 |
| 2016年 | 379              |                 |
| 2017年 | 364              |                 |
| 2018年 | 338              |                 |
| 2019年 | 308              | [ 乗車人員 14 ] |
| 2020年 | 251              | [ 乗車人員 1 ]  |

## 駅周辺
周辺は旧押水町の中心。駅の東口・西口側には無料の駐車場がある。
- 石川県立宝達高等学校
- 宝達志水町立宝達中学校
- 押水郵便局
- 能登カントリークラブ
- 国道159号
- 国道249号
- 石川県道229号宝達今浜線
- 石川県道230号小川宝達停車場線
- 宝達川（天井川）[1] - 当駅の津幡寄りで七尾線はこの川をトンネルでくぐっている[1]。なお、このトンネルの天井が低いことにより交流の架線が設置できないことから、七尾線の電化方式は直流とした[2][11]。

## 隣の駅
西日本旅客鉄道（JR西日本）
■七尾線
免田駅 - 宝達駅 - 敷浪駅

### 乗車人員
1. 1 2 3  “令和2年石川県統計書” (PDF). 石川県. p. 104 (2022年6月). 2023年2月9日時点のオリジナルよりアーカイブ。2023年2月9日閲覧。
2. ↑  “平成7年石川県統計書” (PDF). 石川県. p. 112 (1997年3月). 2023年2月9日時点のオリジナルよりアーカイブ。2023年2月9日閲覧。
3. ↑  “平成8年石川県統計書” (PDF). 石川県. p. 108 (1998年3月). 2023年2月9日時点のオリジナルよりアーカイブ。2023年2月9日閲覧。
4. ↑  “平成9年石川県統計書” (PDF). 石川県. p. 108 (1999年2月). 2023年2月9日時点のオリジナルよりアーカイブ。2023年2月9日閲覧。
5. ↑  “平成10年石川県統計書” (PDF). 石川県. p. 108 (2000年2月). 2023年2月9日時点のオリジナルよりアーカイブ。2023年2月9日閲覧。
6. ↑  “平成11年石川県統計書” (PDF). 石川県. p. 108 (2001年3月). 2023年2月9日時点のオリジナルよりアーカイブ。2023年2月9日閲覧。
7. ↑  “平成12年石川県統計書” (PDF). 石川県. p. 108 (2002年3月). 2023年2月9日時点のオリジナルよりアーカイブ。2023年2月9日閲覧。
8. ↑  “平成13年石川県統計書” (PDF). 石川県. p. 108 (2003年3月). 2023年2月9日時点のオリジナルよりアーカイブ。2023年2月9日閲覧。
9. ↑  “平成14年石川県統計書” (PDF). 石川県. p. 108 (2004年3月). 2023年2月9日時点のオリジナルよりアーカイブ。2023年2月9日閲覧。
10. ↑  “平成15年石川県統計書” (PDF). 石川県. p. 108 (2005年3月). 2023年2月9日時点のオリジナルよりアーカイブ。2023年2月9日閲覧。
11. ↑  “平成16年石川県統計書” (PDF). 石川県. p. 108 (2006年3月). 2023年2月9日時点のオリジナルよりアーカイブ。2023年2月9日閲覧。
12. ↑  “平成17年石川県統計書” (PDF). 石川県. p. 108. 2023年2月9日時点のオリジナルよりアーカイブ。2023年2月9日閲覧。
13. ↑  “平成18年石川県統計書” (PDF). 石川県. p. 106 (2008年3月). 2023年2月9日時点のオリジナルよりアーカイブ。2023年2月9日閲覧。
14. ↑  “令和元年石川県統計書” (PDF).   石川県. p. 104 (2021年3月). 2021年4月12日閲覧。